# Albrecht Berg von Linde

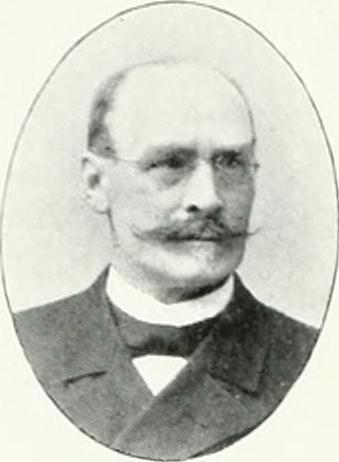
Albrecht Berg von Linde

Albrecht Wilhelm Berg von Linde, född 25 januari 1845 på Axelvolds gård i Svalövs socken, Malmöhus län, död 21 november 1929, var en svensk militär och bankdirektör. Han var far till Axel Berg von Linde.
Berg von Linde blev underlöjtnant vid Wendes artilleriregemente i Kristianstad 1864, major där 1893 och erhöll avsked 1895. Han var kontorschef vid Skånes Enskilda Banks kontor i Kristianstad 1877–95, verkställande direktör vid huvudkontoret i Malmö 1895 och vid Skandinaviska Kreditaktiebolagets kontor där 1910–15. Han var ledamot av Malmö stadsfullmäktige 1889–1912.